# Combat naval de Hampton Roads
Guerre de Sécession
Batailles
Campagne de la Péninsule
- Hampton Roads
- Yorktown
- Williamsburg
- Eltham's Landing
- Drewry's Bluff
- Hanover Court House
- Seven Pines
- Sept Jours
  - Oak Grove
  - Beaver Dam Creek
  - Gaines's Mill
  - Garnett's & Golding's Farm
  - Savage's Station
  - White Oak Swamp
  - Glendale
  - Malvern Hill

Le combat naval de Hampton Roads, également appelé Combat du Monitor et du Merrimack, est une bataille navale de la guerre de Sécession, qui se déroule les 8 et 9 mars 1862 et oppose la marine confédérée aux forces navales de l'Union.
La bataille s'achève sur une issue incertaine. Le bilan humain et matériel est en faveur de la Confédération, qui n'a cependant pas remporté d'avantage stratégique. Chaque camp a conservé son navire principal, bien qu'ils soient tous deux endommagés.
C'est précisément ce résultat indécis qui a d'importantes répercussions dans les tactiques de combat naval, car il illustre les conséquences de l'arrivée d'un nouveau type de bâtiment, le cuirassé.
Le combat de Hampton Roads est le premier engagement entre deux navires cuirassés.

## Contexte

### Historique
La guerre de Sécession commence le 12 avril 1861. Elle oppose les États confédérés, qui ont fait sécession, aux États-Unis, alors fréquemment appelés l'Union. Les hostilités sont engagées par le Sud qui cherche à éliminer les forces fédérales présentes dans ses États. Outre la réponse militaire, le Nord cherche à étouffer le Sud et l'un des moyens pour y parvenir est de lui imposer un blocus. Des escadres nordistes vont bloquer tous les ports, en particulier le débouché de la James River qui peut mener à Richmond, la capitale des Confédérés.
Pour ceux-ci, il est vital de maintenir ouvertes les communications avec le reste du monde, l'Europe en particulier, autant pour exporter leurs productions, en premier lieu le coton, que pour importer tout ce qui est nécessaire à leur effort de guerre. Mais il est aussi vital pour le Sud de conserver les relations commerciales et diplomatiques qui lui permettraient éventuellement de s'allier les grandes puissances comme la France et le Royaume-Uni.
Le combat naval de Hampton Roads est contemporain de la campagne de la Péninsule qui dure de mars à juillet 1862, pendant laquelle les Nordistes essaient en vain de parvenir à Richmond. Les Sudistes, pour leur part, essaient de briser le blocus nordiste.

### Géographique
Le bras de mer de Hampton Roads se trouve sur la côte atlantique de l'Amérique du Nord. Il se divise en plusieurs branches et permet de remonter aussi bien à Washington, capitale de l'Union, qu'à Richmond, capitale de la Confédération. Le site n'est pas loin des lieux où s'illustrèrent, en leur temps, le marquis de La Fayette, Rochambeau et De Grasse. 

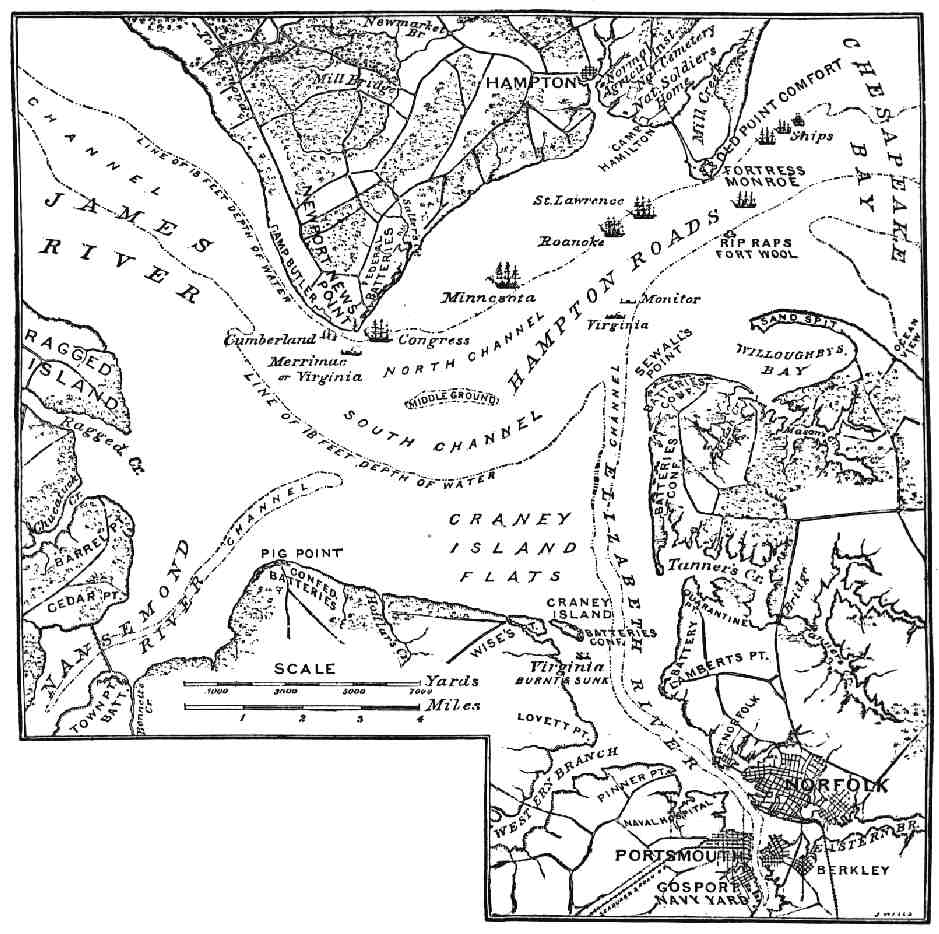
Carte de Hampton Roads.

La branche nord du bras de mer donne sur la baie de Chesapeake où débouche la York River.
Le combat va se dérouler dans la branche sud, au confluent de la James River, qui vient de l'ouest, et de l’Elizabeth River, qui vient du sud. Ce confluent est nommé Hampton Roads. 
Vers l’est, il permet de rejoindre l'océan Atlantique. En remontant la James River, cap à l'ouest, on arrive à Richmond. En remontant la Elizabeth River, cap au sud, on arrive à Norfolk et à l'arsenal de Gosport.
La rive sud de la James River et de Hampton Roads est en territoire confédéré. La rive nord est passée aux mains des nordistes.
La profondeur de l'eau est plutôt faible, en général inférieure à dix pieds, soit trois mètres. Pour naviguer, il faut veiller à rester dans le chenal médian et à éviter les nombreux hauts-fonds. Cela limite fortement les possibilités de manœuvre des navires à fort tirant d'eau. La profondeur varie aussi fortement en fonction des marées.

## Forces engagées

### Du côté de l'Union
L'escadre nordiste qui mène le blocus est composée de six voiliers, certains à vapeur, tous construits en bois, le plus gros portant cinquante canons. Ils font partie des unités les plus puissantes de la marine de l'Union.
- La frégate à vapeur Minnesota[note 1], lancée en 1855, 4 833 t, 43 canons.
- La frégate Cumberland, lancée en 1842, 990 t, 24 canons.
- La frégate Congress, lancée en 1841, 1 867 t, 50 canons.
- La frégate à vapeur Roanoke, commandée par John Marston, lancée en 1855, 4 772 t, 43 canons. Ayant un problème d'hélice, elle ne peut compter sur sa machine.
- La frégate St-Lawrence, similaire au Congress.

Il y a plusieurs dizaines d'autres navires nordistes dans les parages, remorqueurs, transports, ferries, mais ils n'interviendront pas dans les combats. On trouve même un ancien paquebot à roues, le Vanderbilt, dont on a renforcé la proue, dans l'espoir de l'envoyer éperonner le Merrimack.
Un bâtiment supplémentaire est en route pour rejoindre l'escadre, le cuirassé Monitor.
Les cinq frégates de l'Union sont échelonnées le long de la rive nord, dans le chenal menant à la James River. Dans l'ordre, et de l'ouest vers l'est, on trouve le Cumberland, le Congress, Le Minnesota, le Roanoke et le St-Lawrence.

### Du côté de la Confédération

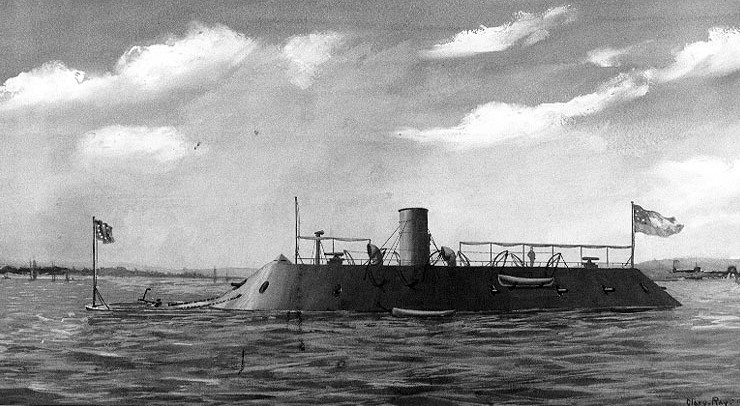
Le Merrimack.

L'escadre sudiste se compose du navire cuirassé Merrimack, aussi appelé CSS Virginia, accompagné de quelques navires plus petits.
- Le Patrick Henry, navire de 1 400 t, avec roues à aubes latérales. Nommé Yorktown avant d'être saisi par les Sudistes, il assurait la liaison entre Washington et Richmond. Il porte maintenant dix canons et un équipage de 150 officiers et marins.
- Le Jamestown est un navire similaire au précédent[2].
- Le Teaser, remorqueur de 65 t, porte deux canons, un 32 livres et un 12 livres[2].

Ces trois bâtiments sont dans la James River en amont, bloqués par l'escadre nordiste.
Accompagnant le Merrimack, on trouve le Raleigh, remorqueur de 65 tonnes, et le Beaufort, de même tonnage. Ils portent chacun un canon de 32 livres.

### Les spectateurs
Plusieurs navires de guerre étrangers sont présents et seront témoins de l'engagement, dont un bâtiment français, une « corvette à roues » de la marine impériale, le Gassendi, du commandant Ange Siméon Gautier. Des Britanniques sont aussi sur place. 
Les navires français et britanniques ne sont pas là par hasard mais pour informer leurs gouvernements respectifs tant sur les forces en présence que sur les tactiques adoptées et leurs conséquences[réf. nécessaire].
Autres spectateurs, des unités d'infanterie et de l'artillerie, sur les berges sud (Confédérés) et nord (Unionistes). Ces batteries ouvriront le feu à plusieurs reprises sur les protagonistes mais ne joueront pas de rôle décisif.

## Déroulement du combat

### Samedi8 mars 1862

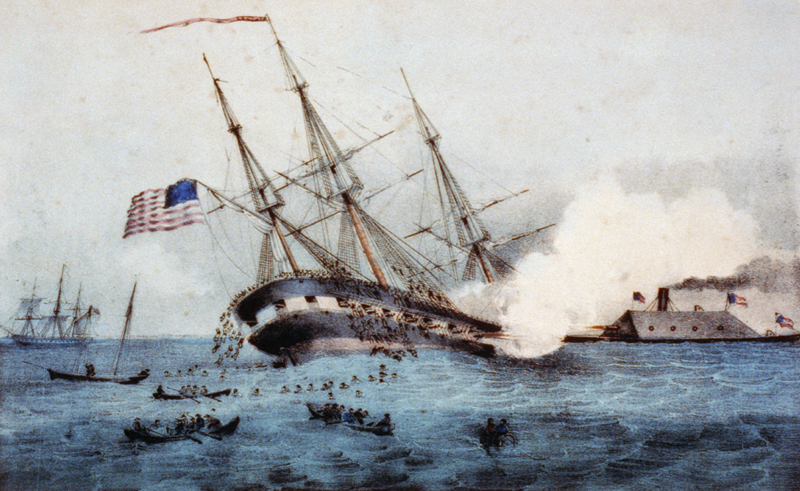
L'éperonnage du Cumberland.

Dans la matinée, le navire français, le Gassendi, pousse ses feux et se prépare à changer de mouillage. Comme ses officiers ont, la veille, eu l'autorisation d'aller visiter le Merrimack, cela attire l'attention des Fédérés. Vers midi, des navires sont signalés descendant la Elizabeth River.
À 13 h 20, le remorqueur Zouave, envoyé au devant des nouveaux venus, tire le premier coup de canon en direction du Merrimack. Au maximum de sa vitesse, c’est-à-dire 4 nœuds (soit un peu plus de 7 km/h), le cuirassé sudiste se dirige vers le vaisseau nordiste le plus proche, le Congress. À 14 h 30, il est à 50 m de lui et lui inflige de lourds dégâts.
Il se dirige ensuite vers le Cumberland. Les deux bâtiments échangent des bordées, mais seul le voilier subit des dégâts. Le navire nordiste continue à faire feu, même après avoir été éperonné, à deux reprises, par le Merrimack.
Le Cumberland sombre, avec une bonne partie de son équipage. Le peu de fond laisse dépasser le haut des mâts portant encore ses pavillons.
Le Merrimack perd son éperon dans l'affaire. Il lui est désormais impossible d'éperonner ses adversaires.
Faisant laborieusement demi-tour, il retourne vers la frégate Congress. Le Congress se rend, hissant un drapeau blanc. Mais les Sudistes ne peuvent en prendre possession : ils sont sous le feu des troupes nordistes massées sur la rive nord. Le commandant du Merrimack est grièvement blessé. Il donne l'ordre d'incendier le Congress, ce qui est fait à l'aide de projectiles incendiaires et de boulets rouges.
Le Merrimack, toujours intact malgré les projectiles qui continuent à rebondir sur sa cuirasse, se tourne maintenant vers la frégate Minnesota qui a voulu s'éloigner mais s'est échouée. Mais, fait surprenant, le cuirassé rompt le combat et s'en va mouiller sous les batteries sudistes de Sewell Point, à l'entrée de l'Elizabeth River. L' arrivée de la marée descendante, alors que le navire a un fort tirant d'eau, a amené son commandant à prendre cette décision. Il est persuadé, par ailleurs, qu'il pourra finir tranquillement la destruction de l'escadre nordiste dès le lendemain matin.

#### Bilan au soir du premier jour
« Tout semblait donc désespéré le 8 au soir, et une panique générale semblait s'être emparée des esprits. La terrible machine de guerre, si souvent annoncée, était enfin apparue, et, en une heure à peine, avait détruit deux des plus forts navires de l'Union, fait taire de puissantes batteries de côte et vu fuir devant elle le reste des forces maritimes qui, la veille, bloquaient les deux rivières. » écrit le commandant du Gassendi dans le rapport qu'il fait par la suite aux autorités françaises.
Malgré deux canons détériorés mais toujours utilisables, ayant reçu 88 impacts sur sa carapace sans dégâts notables, son éperon arraché, sa cheminée criblée en partie arrachée et tous ses armements extérieurs détruits, le Merrimack est toujours en état de combattre.
Le commandant Buchanan, grièvement blessé, est débarqué. Le lieutenant Catesby ap Roger Jones, commandant en second, prend le commandement du navire.

### Dimanche9 mars 1862
« Alors commença le duel dont on a tant parlé, et qui semble appelé à faire une si grande révolution dans l'art naval. » (Prince de Joinville.)
Au lever du soleil, le Merrimack et sa flottille lèvent l'ancre pour achever les navires nordistes. Ils doivent attendre la dissipation du brouillard. Le Monitor, cherchant à protéger le Minnesota, engage le combat. Les autres navires sudistes laissent le Merrimack soutenir le combat. Les deux cuirassés se canonnent pendant des heures, sans succès. Chacun tente également une manœuvre d'éperonnage, sans succès. Un obus du Merrimack explosant sur la timonerie du Monitor oblige celui-ci à s'éloigner pour un temps. Sans adversaire et devant le risque d'échouage que lui fait courir la marée descendante, le Merrimack regagne Norfolk.
Chacun des deux adversaires est persuadé d'avoir fait fuir l'autre.

## Conséquences
Le combat se termine sans vainqueur clair mais on peut considérer que les Sudistes ont eu l'avantage tactique, ayant infligé plus de pertes qu'il n'en ont subi.

### Sur le conflit
Ce combat n'aura quasiment aucune conséquence sur le conflit en cours. Le blocus ne sera pas forcé. La France et le Royaume-Uni, observateurs de la bataille, resteront neutres.
À la fin de la guerre, plus de 40 cuirassés auront été lancés par les deux camps, sans tenir compte de ceux qui étaient encore en chantier.

### Sur l'évolution de la guerre navale
[à développer]
Ce combat marque un tournant. La vulnérabilité et l'inefficacité des navires en bois face aux cuirassés révèle à toutes les puissances maritimes l'obsolescence de leurs flottes de guerre. Par suite, elles se lanceront dans le renouvellement complet de leurs flottes. De nouvelles armes seront testées, de l'éperon à la torpille, et un intense travail de recherches théoriques sur les modalités de guerre sur mer sera accompli.